# Globo de barrera

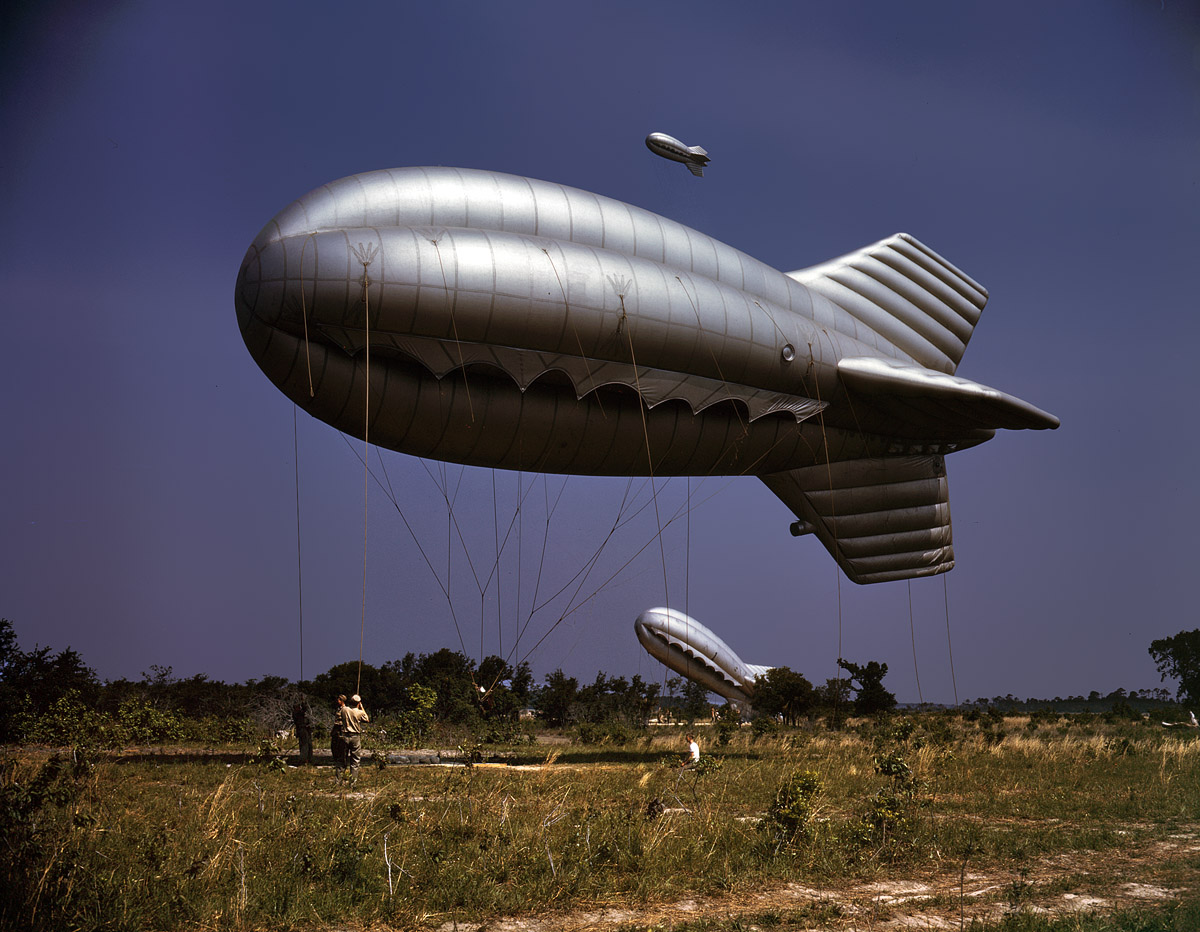
Globo de barrera del Cuerpo de Marines de los Estados Unidos, Marine Corps Recruit Depot Parris Island, mayo de 1942.

El globo de barrera, a veces llamado "globos de protección" y también  blimp, es un gran globo cautivo sujetado al suelo con cables metálicos y empleado para defensa contra aviones de ataque a tierra, dañando los aviones al colisionar con sus cables o al menos dificultando la aproximación del enemigo. Usualmente los modelos eran globos cometa, que tienen una forma y disposición de los cables de amarre que ayudan a estabilizar el globo en condiciones ventosas, permitiendo su operación con vientos de mayor velocidad respecto a un globo esférico. Algunos ejemplares llevaban pequeñas cargas explosivas que eran izadas hacia el avión para asegurar su destrucción. Los globos de barrera no son eficaces contra aviones a gran altitud, debido al peso de un cable muy largo.

## Primera Guerra Mundial

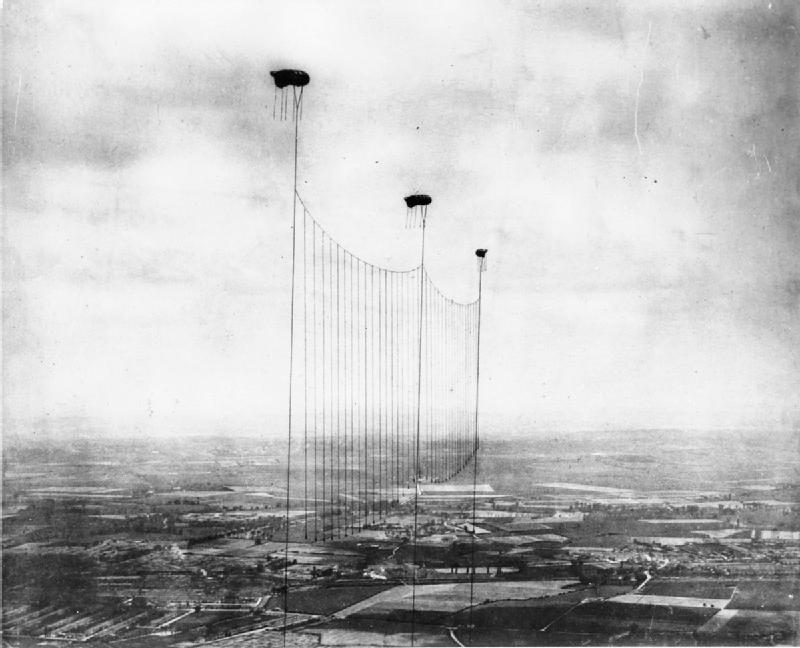
Globos de barrera sobre Londres, durante la Primera Guerra Mundial.

Francia, Alemania, Italia y el Reino Unido emplearon globos de barrera en la Primera Guerra Mundial. A veces, especialmente alrededor de Londres, varios globos eran empleados para elevar una "red de barrera", en la cual un cable de acero era pasado entre los globos y de este pendían muchos más cables. Estas redes podían ser izadas a una altitud comparable al techo operativo de los bombarderos de la época. Para 1918, las redes de barrera alrededor de Londres se extendían por 80,46 km y los pilotos alemanes capturados contaban que les tenían mucho miedo.

## Segunda Guerra Mundial

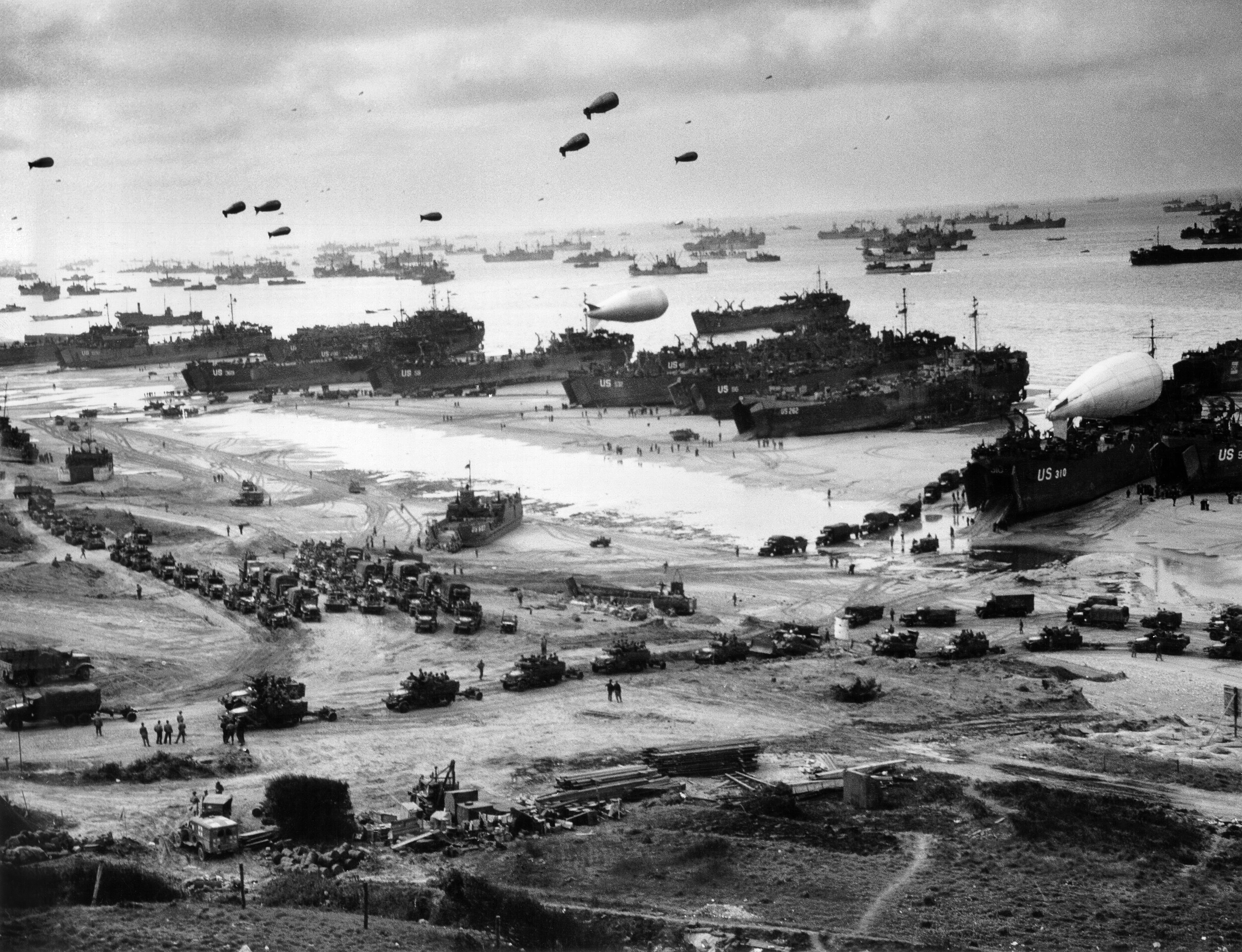
Buques de desembarco descargando en una de las playas de invasión durante la Batalla de Normandía.

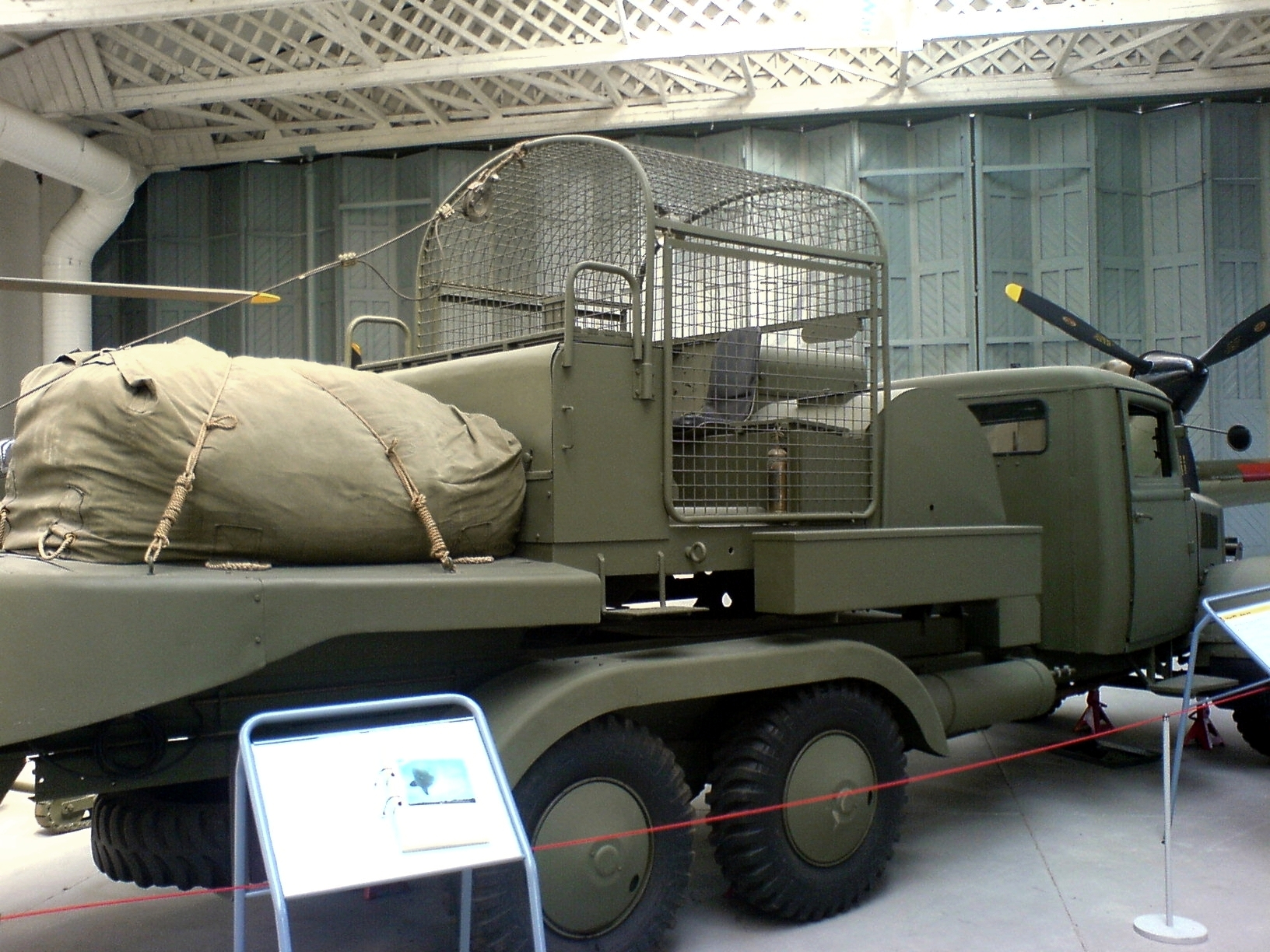
Los globos de barrera podían ser lanzados desde vehículos especiales.

En 1938, fue establecido el RAF Balloon Command británico para proteger las ciudades y objetivos clave, como zonas industriales, puertos y muelles. Con los globos de barrera pretendían defenderse contra los bombarderos en picado que volaban a altitudes de hasta 1.500 metros (5000 pies), obligándolos a volar más alto. A mediados de 1940 había 1.400 globos, un tercio de ellos en el área de Londres.
Durante el único año que los globos protegieron el perímetro de la capital inglesa el resultado fue muy satisfactorio, ya que prácticamente anularon la capacidad de ataque a baja altura de los bombarderos en picado enemigos y permitieron que la artillería antiaérea (que no era lo suficientemente rápida como para atacar a estas aeronaves que volaban a baja altura y alta velocidad) y los cazas de la RAF actuaran con gran eficacia en la estrecha franja operativa que les quedaba a los aviones alemanes. Estando los bombarderos en picado muy vulnerables a los ataques de los cazas durante la realización del picado, y su uso con este fin por Alemania contra Gran Bretaña, se interrumpió rápidamente. Mientras que el bombardeo en picado fue una táctica devastadoramente eficaz contra objetivos indefensos, como en Róterdam.
Los globos resultaron ser de poca utilidad contra los bombarderos alemanes de gran altitud con los que fueron sustituidos los bombardeos en picado, pero continuaron siendo fabricados y en 1944 llegaron al número de casi 3.000. Demostraron ser moderadamente efectivos contra la bomba volante V-1 Fieseler Fi 103, que por lo general volaba a unos 600 metros de altura (2.000 pies), que tuvo cortalambres en sus alas para contrarrestarlos. Fuentes oficiales afirman que 231 V-1s fueron destruidos por los globos.
Aunque los aviones habían ganado capacidad de volar a gran altitud respecto a los de la Primera Guerra Mundial, Gran Bretaña poseía gran cantidad de estos globos y la Luftwaffe intentó por todos los medios posibles acabar con ellos: desde realizar misiones dedicadas específicamente a destruirlos, hasta equipar sus bombarderos con todo tipo de artilugios para esquivar y cortar los cables de sujeción. Todos estos intentos resultaron demasiado costosos en pérdidas y poco efectivos, ya que los globos derribados eran repuestos al cabo de poco tiempo.
Alemania tuvo que desarrollar un cortador de cable más efectivo. Este sistema consistía en pequeños soportes en forma de C en el borde de ataque de las alas. Cuando el cable entraba en el dispositivo, este detonaba una pequeña carga explosiva que lanzaba una cuchilla que cortaba el cable. Los aeroplanos británicos fueron también equipados con este dispositivo, aunque los alemanes no usaban tanto los citados globos.
Después los británicos añadirían dos mejoras a los globos, Paracaídas Doble Enlace (DPL) y Double Parachute/Ripping (DP/R). El primero provoca que por el choque un bombardero enemigo se enganche al cable, haciendo que la sección de cable se lanzase de forma explosiva por completo con un paracaídas en los extremos, el peso combinado y arrastre derribaba la aeronave. El último tenía la intención de hacer que el globo sea seguro si se liberaba accidentalmente. El cable de amarre pesado se separaría del globo y caería al suelo con un paracaídas; al mismo tiempo, un panel se desprendía del globo haciendo que este se desinflase y cayese por sí solo al suelo.
Inspirándose en la experiencia británica de la Primera Guerra Mundial y de la Batalla de Inglaterra, la Unión Soviética también decidió utilizar globos aerostáticos para combatir los bombardeos masivos que la Luftwaffe lanzó sobre Moscú, en el intento de Hitler de tomar la ciudad entre 1941 y 1942. La defensa soviética contra la aviación nazi se organizaría mediante tres círculos concéntricos: en un radio de 120 kilómetros del centro de Moscú se encontraban varios aeródromos con la misión de enviar cazas a interceptar los bombarderos alemanes entre 150 y 200 kilómetros de la capital, a 35 kilómetros del centro empezaba el despliegue de faros y artillería antiaéreos, y finalmente, en un radio de 8 kilómetros, se desplegaron centenares de globos aerostáticos en forma de tablero de ajedrez, cubriendo todo el centro de la ciudad y los edificios más importantes.
Cada puesto de la red de globos contaba con un equipo de 12 operadores y dos globos idénticos, que podían ser izados por separado, logrando una altura de entre 2 y 2,5 kilómetros cada, o en tándem, logrando hasta 4,5 kilómetros de cobertura.
También los aerostatos soviéticos fueron equipados con minas que colgaban de sus cables de sujeción. Así, si un avión enemigo impactaba con sus alas contra el cable, no solo corría el riesgo de dañar gravemente la aeronave y estrellarse, sino que podía ver como en deslizarse el cable la mina acabara impactando contra el fuselaje. Desde agosto de 1941 hasta el final de la Batalla de Moscú, 120 aviones alemanes cayeron víctimas de impactos contra los cables de acero y 35 estallaron en pleno vuelo al detonar alguna de las minas colgantes. Los nazis también realizaron misiones para derribar los globos, pero si eran derribados por la noche eran repuestos a la mañana siguiente, siendo izados un total de 300.000 veces en el transcurso de la guerra.

## Desventajas
Los globos eran a veces más problemáticos de lo que podían ser de utilidad. En 1942 Canadá y Estados Unidos comenzaron las operaciones conjuntas para proteger las fronteras sensibles de la costa oeste estadounidense y la Vía navegable de los Grandes Lagos a lo largo de su frontera común contra posibles ataques. Durante las fuertes tormentas de agosto y octubre de 1942, algunos globos de barrera se soltaron y sus cables se arrastraron creando cortocircuitos en la red eléctrica, causando graves trastornos a la minería y la siderurgia. En concreto, se interrumpió la producción de metales vitales para la guerra. Archivos históricos militares canadienses indican que el incidente de octubre, el más grave, causó una pérdida estimada de 400 toneladas de acero y 10 toneladas de aleaciones ferrosas.
A raíz de estos incidentes, unos nuevos procedimientos se pusieron en marcha, que incluían la estiba de los globos durante los meses de invierno, con ejercicios de despliegue regulares y un equipo de reserva en alerta para desplegar los globos en caso de ataque. La idea de los globos flotantes también se utilizó en la Operación Outward.

## Ensayos con armas nucleares
Un uso no previsto para los globos excedentes fue como globos de lanzamiento para pruebas de armas nucleares, a lo largo de la mayor parte del período en el que las armas nucleares fueron probadas en la atmósfera. El arma se llevó a la altitud requerida colgada debajo de estos globos, permitiendo detonaciones de prueba en altitudes mucho mayores que los lanzamientos desde torre en condiciones controladas.